# Голландська Каєнна
Голландська Каєнна (нід. Nederlands Cayenne) — колишня колонія Нідерландів на північному узбережжі Південної Америки, частина області Гвіана — територія сучасної Французької Гвіани.

## Історія
Перші голландські поселенці з'явилися на території майбутньої Каєнни в 1615 році. Це була група в 280 чоловік під керівництвом Теодора Класена. Вони влаштувалися на березі річки Каєнна, але незабаром з невідомих причин покинули ці місця і переїхали в нову колонію Суринам.
Місце голландців зайняли французи, які в 1624 році заснували колонію до річки Сіннамарі. У 1626 році на річці Конанама вони заснували ще одне поселення. Для захисту поселень від аборигенів в 1650 році ними була побудована фортеця Сеперо на північно-східному краю гирла річки Каєнни. Зростання числа колоністів привело незабаром до заснування міста Каєнна і однойменної французької колонії. В 1653 конфлікт між колоністами і місцевими індіанцями змусив французів покинути місто.
Незважаючи на активність французів, голландці продовжували селитися на цій території. У 1627 році Клод Прево, на замовлення Голландської Вест-Індської компанії, зробив нову спробу колонізації регіону. Але і ця спроба виявилася невдалою, і в 1632 році колоністи покинули поселення. У 1634 році кілька жителів колонії Ессекібо зайняли територію на березі річки Каєнна, трохи північніше колонії французів, де стали вирощувати тютюн.
Після втечі французів, в 1654 році голландці на чолі з Девідом Пітерсом де Фріз провели рік в старій французької фортеці, яку вони розширили. Так ця територія стала колонією Нідерландів і управлялася зеландською палатою Голландської Вест-Індської компанії. Основна голландська експедиція в Каєнну відбулася в 1657 році, коли група з 50 чоловік під керівництвом Яна Класена Лангендіка зайняла занедбаний французький форт Сеперо.
12 вересня 1659 року, між Голландською Вест-Індською компанією і Давидом Коеном Насом було укладено угоду, за якою в Голландській Каєнні знайшли притулок біженці — євреї, вигнані з Португалії та португальської колонії — Бразилії. Єврейська громада зробила чимало для процвітання нової колонії. З 1659 року Голландська Каєнна була передана у відання Амстердамській палаті Голландської Вест-Індської компанії.
15 травня 1664 французи напали на місто, і змусили голландців капітулювати. Голландці погодилися на капітуляцію за єдиної умови — гарантії свободи віросповідання для євреїв Каєнни. Французи прийняли умову. Незважаючи на це, дві третини євреїв переїхали в Суринам.
Голландська Каєнна припинила своє існування. Французи перейменували форт Сеперо в форт Сен-Луї. За угодою в Бреді в 1667 році права на колонію закріплювалися за Францією.
Остання спроба повернути Каєнну була зроблена голландцями в 1676 році. Голландські колоністи на чолі з Якобом Бінксом захопили і утримували форт Сен-Луї протягом семи місяців, з травня по грудень. Вони були змушені відступити і Каєнна знову перейшла до французів.